# Khokana
Khokana – gaun wikas samiti w środkowej części Nepalu w strefie Bagmati w dystrykcie Lalitpur. Według nepalskiego spisu powszechnego z 2001 roku liczył on 818 gospodarstw domowych i 4542 mieszkańców (2296 kobiet i 2246 mężczyzn).

Khokana
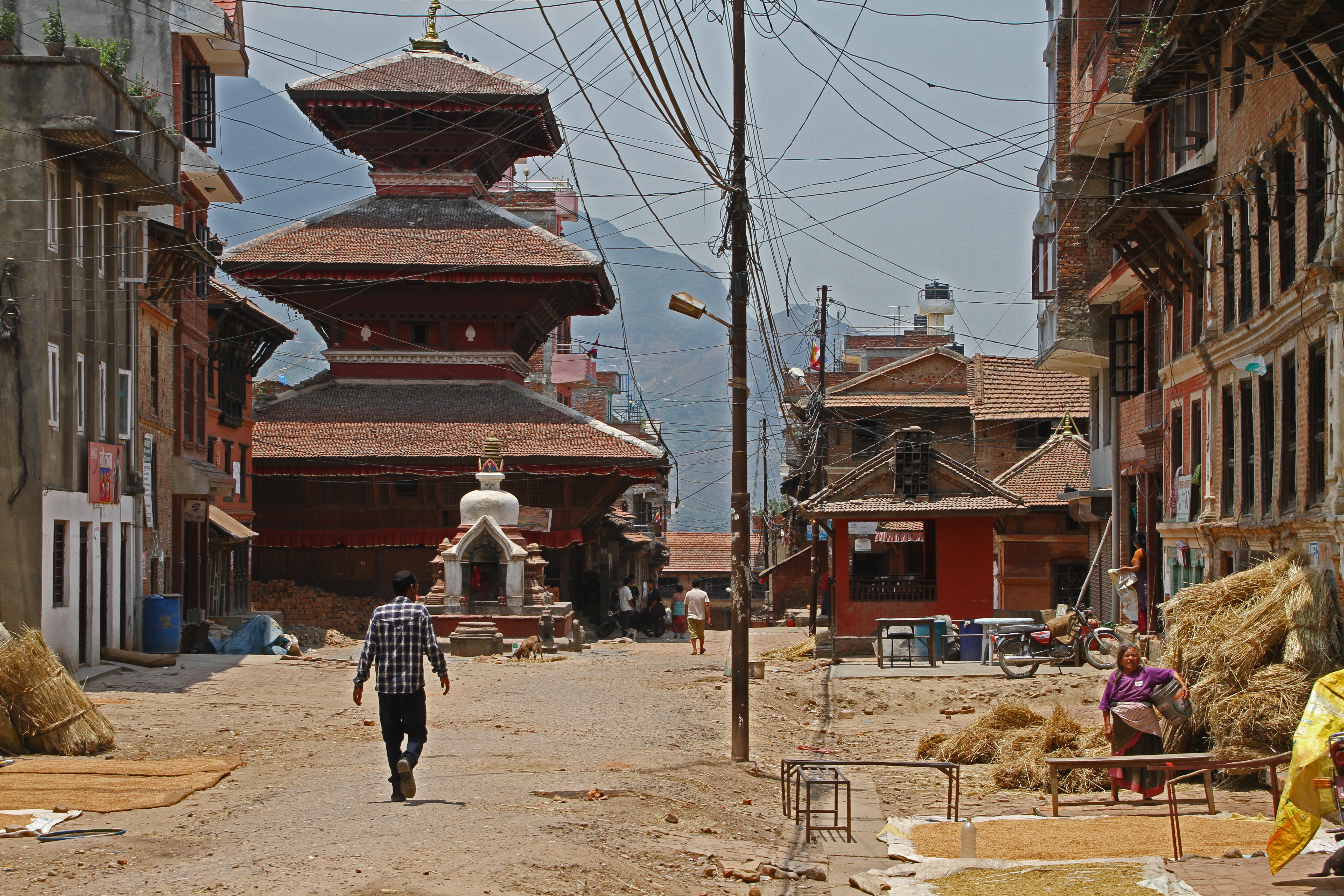
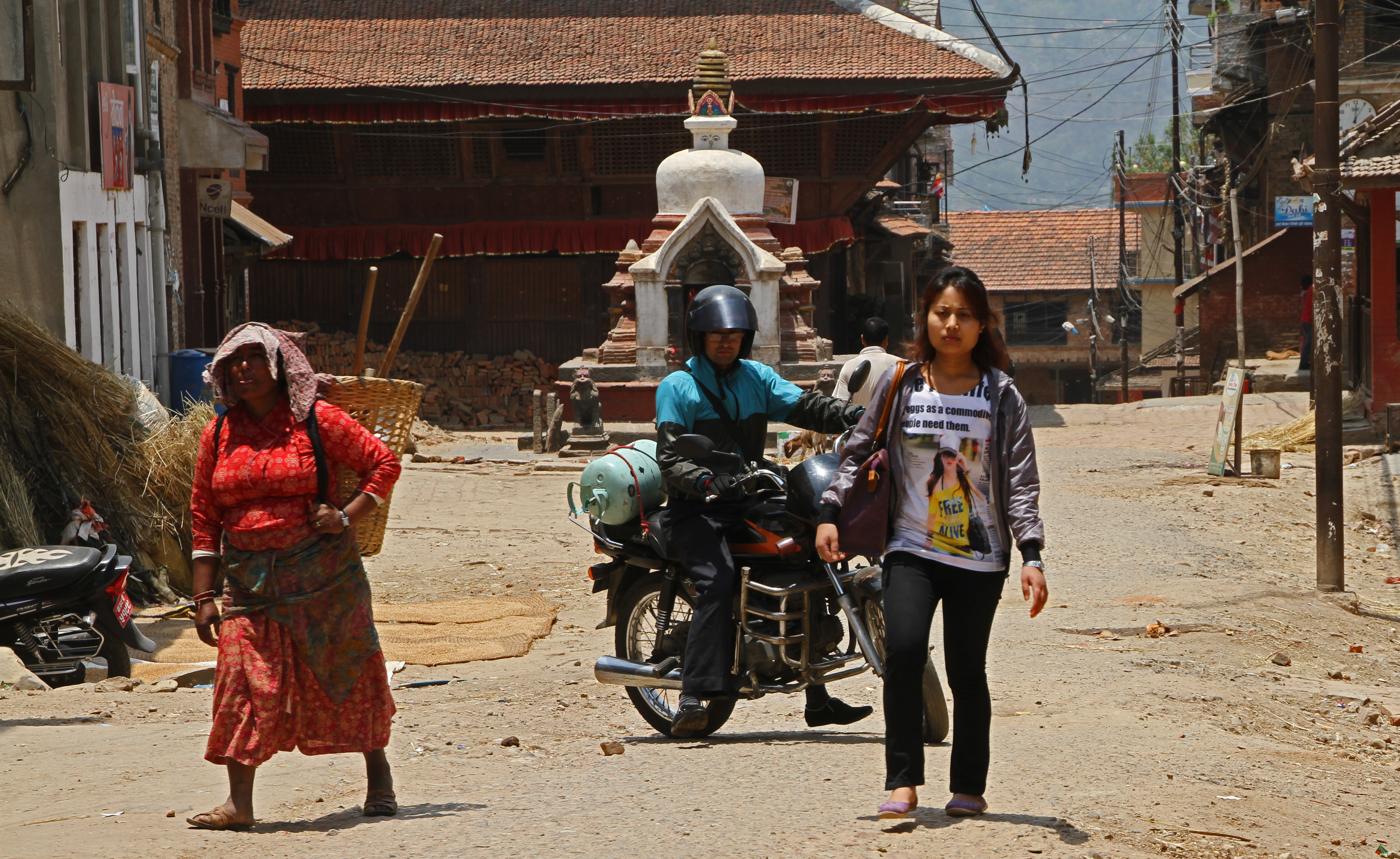
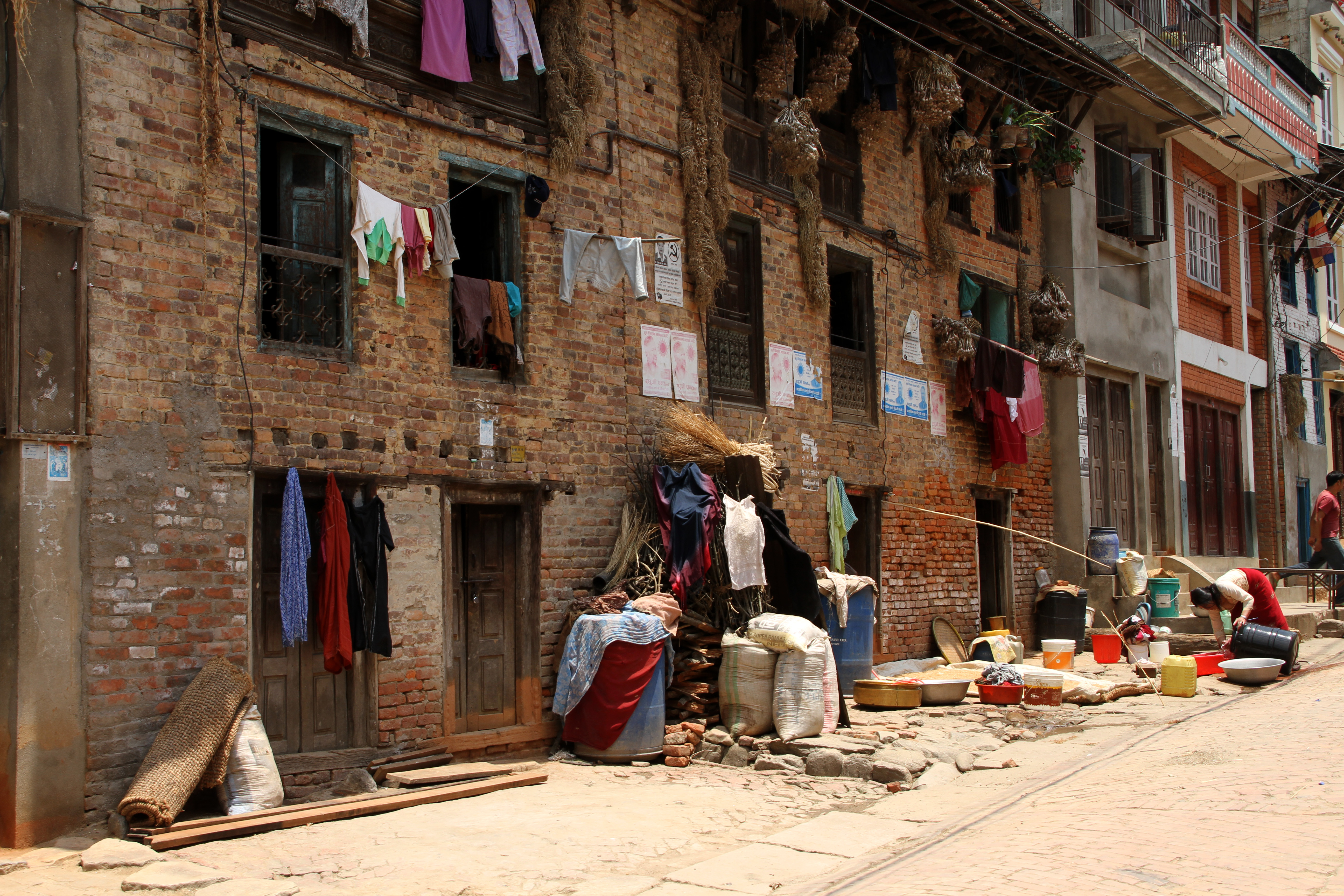
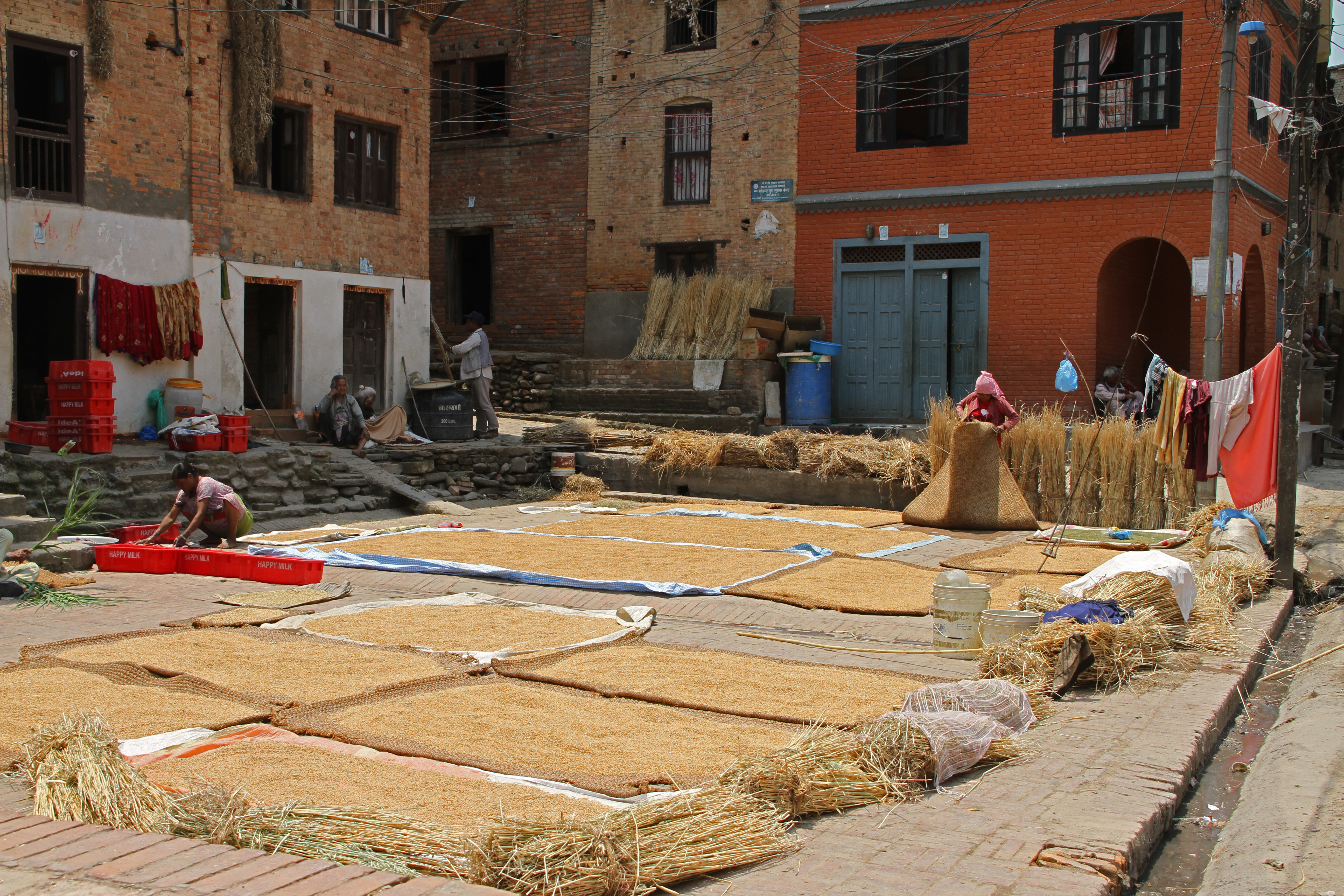
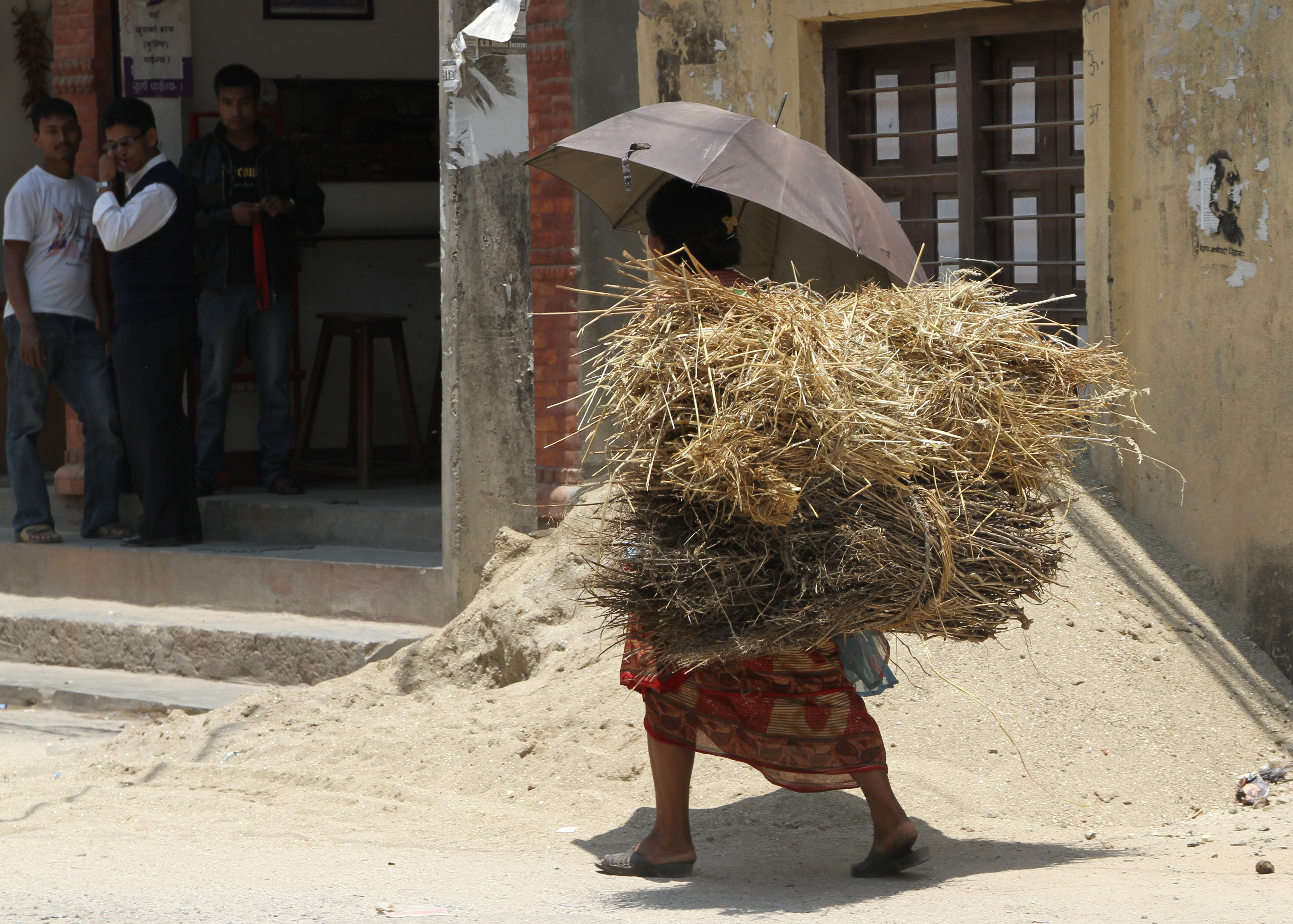
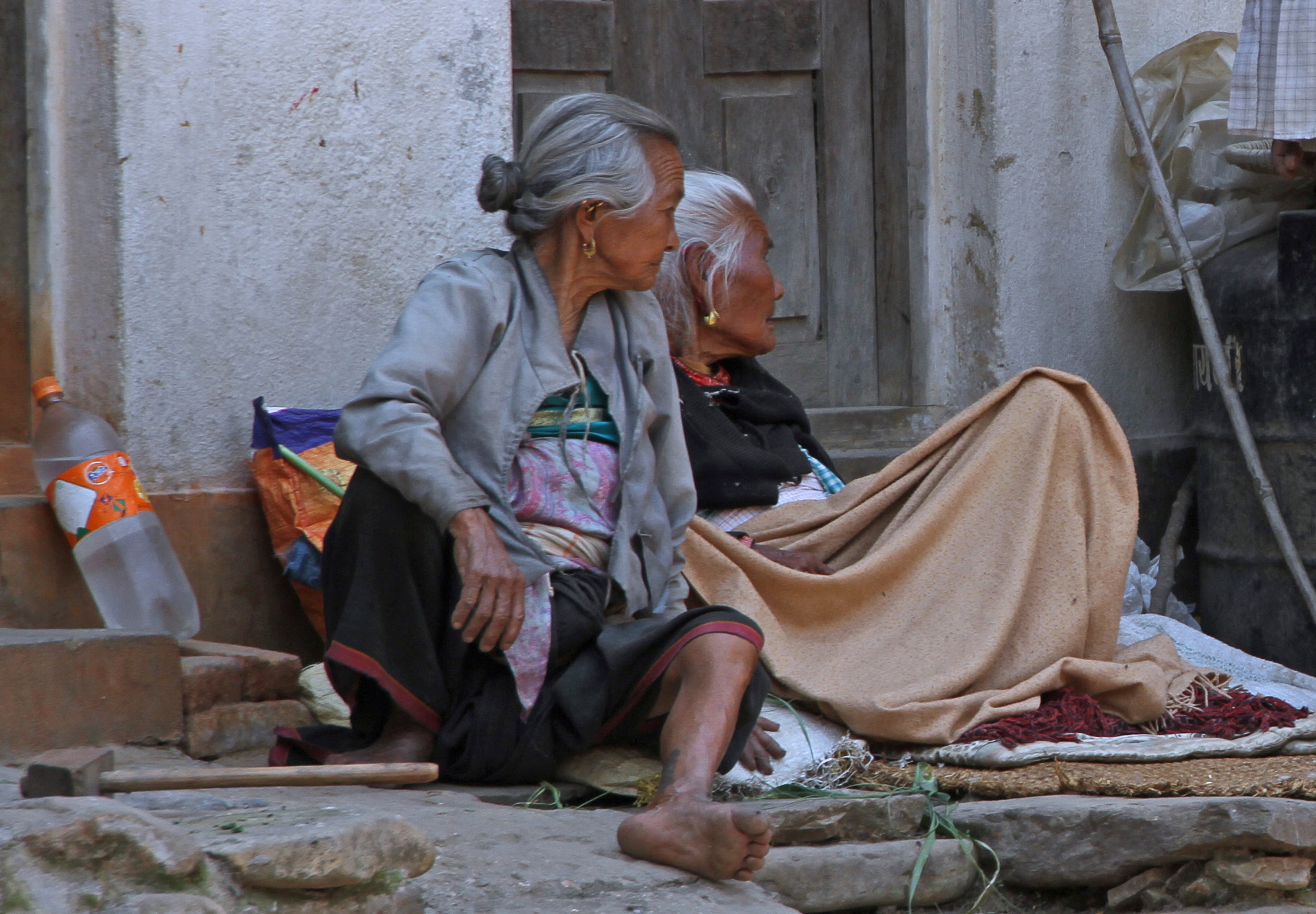